# Hlavní osa severního hřebene Rysů

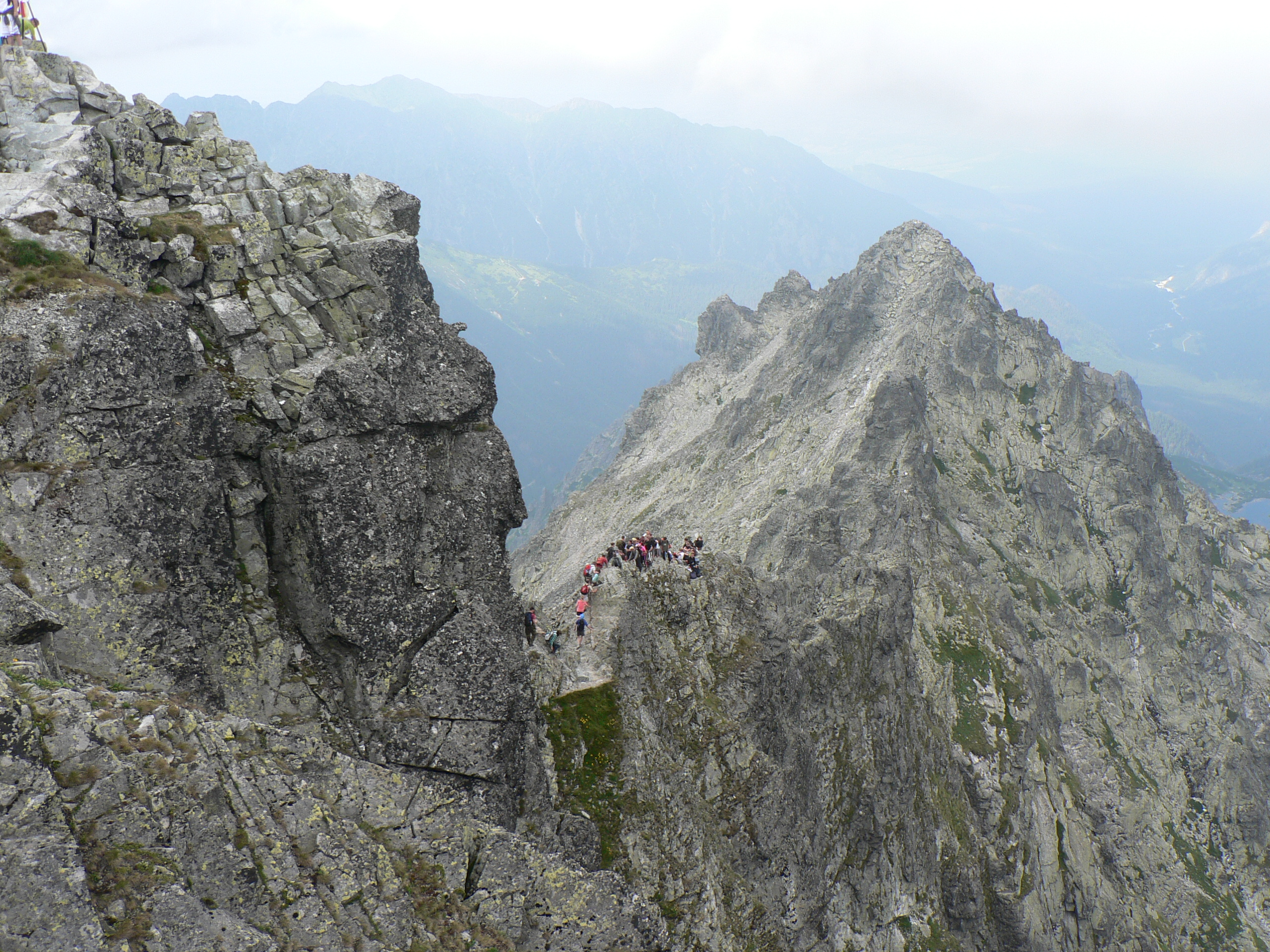
Malé Rysy a Sedielko pod Rysmi

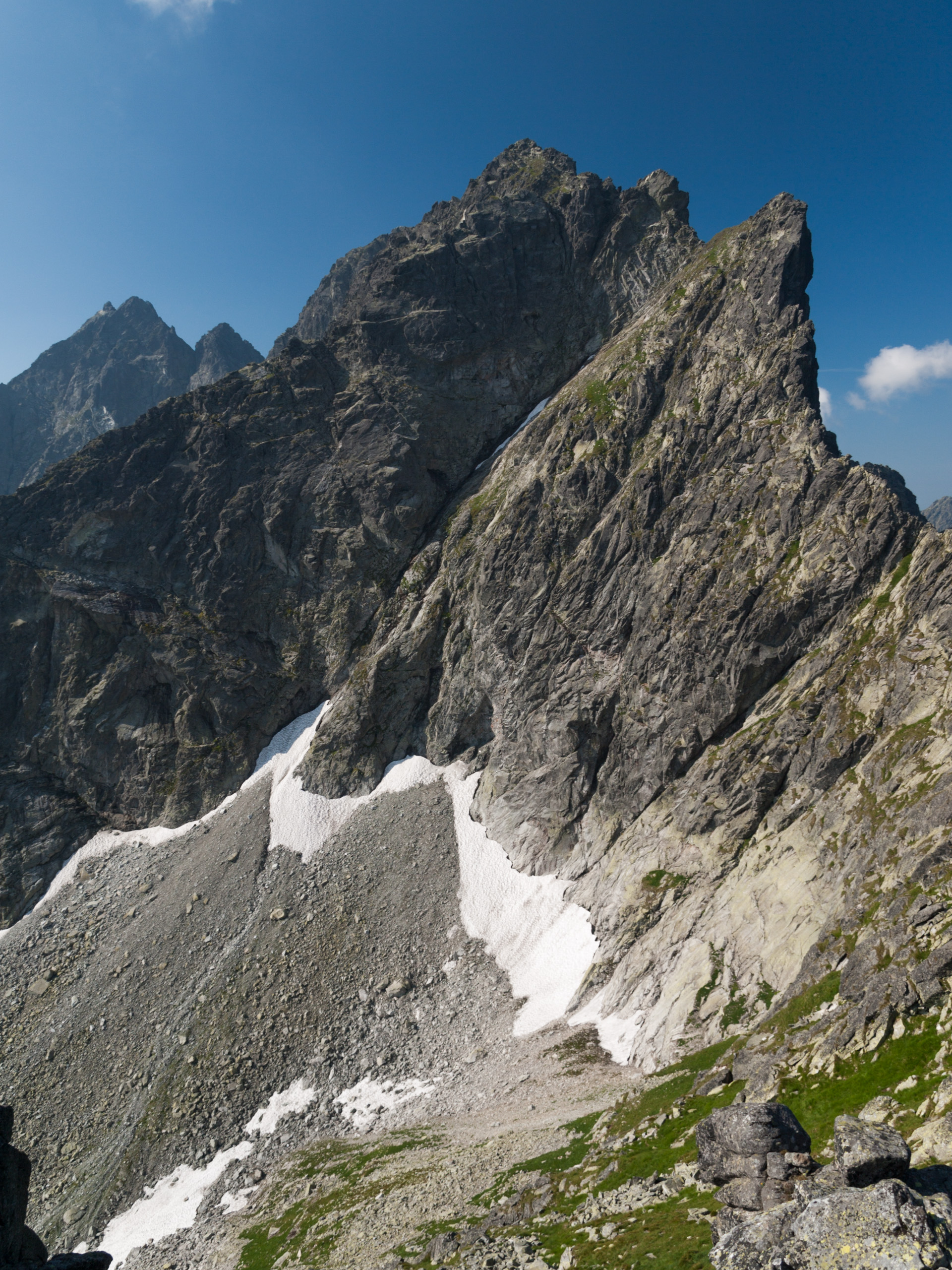
Malé Rysy od severovýchodu

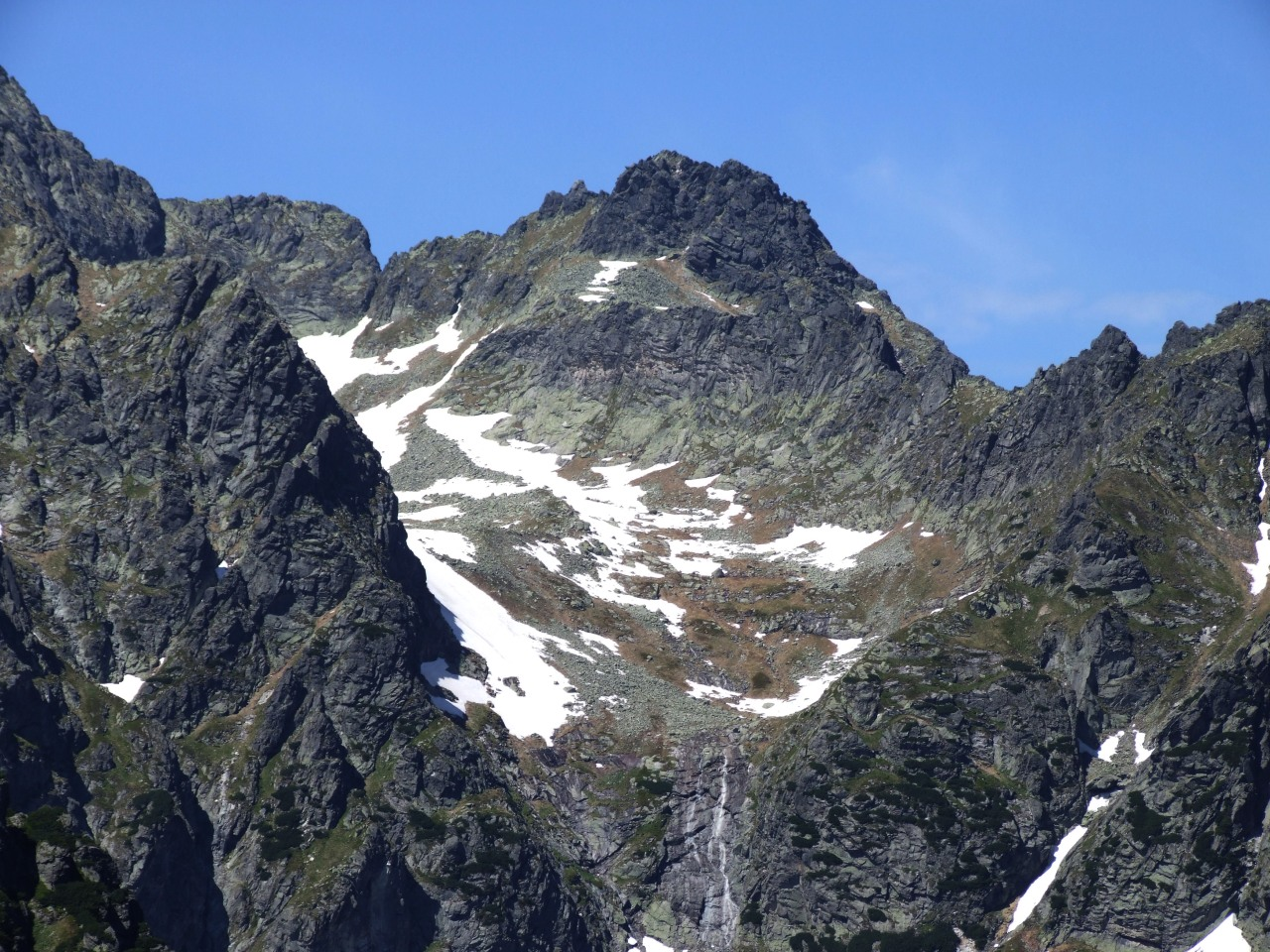
Spádová kopa vlevo od Veľkého Žabího štítu

Hlavní osa severního hřebene Rysů (slovensky Hlavná os severného hrebeňa Rysov, polsky Północna boczna grań Rysów) je boční hřeben ve Vysokých Tatrách na slovensko-polské státní hranici. Od hlavního hřebene se odděluje v Rysech a směřuje přímo na sever, kde se ve Vyšné Kamzičie štrbině dělí na dvě větve: severovýchodní Žabí hrebeň a severozápadní Hlavný hrebeň Mlynára. Hřeben od sebe odděluje slovenskou Ťažkou dolinu na východě a polskou Dolinu Rybiego Potoku na západě.

## Průběh hřebene
|  | Slovenský název        | Polský název              | Nadmořská výška (m) | Souřadnice                       |
|  | ---------------------- | ------------------------- | ------------------- | -------------------------------- |
|  | Rysy                   | Rysy                      | 2503                | 49°10′46″ s. š., 20°05′18″ v. d. |
|  | Sedielko pod Rysmi     | Przełęcz pod Rysami       | 2365                | 49°10′56″ s. š., 20°05′18″ v. d. |
|  | Malé Rysy              | Niżnie Rysy               | 2430                | 49°11′00″ s. š., 20°05′17″ v. d. |
|  | Spádová priehyba       | Spadowa Przehyba          | 2245                |                                  |
|  | Spádová kopa           | Spadowa Kopa              | 2251                | 49°11′09″ s. š., 20°05′14″ v. d. |
|  | Ťažká štrbina          | Ciężka Przełączka         | 2205                | 49°11′12″ s. š., 20°05′16″ v. d. |
|  | Spádová vežička        | Spadowa Turniczka         | 2250                |                                  |
|  | Vyšná Kamzíčia štrbina | Wyżnia Spadowa Przełączka | 2235                | 49°11′15″ s. š., 20°05′20″ v. d. |

## Turistické trasy
– červená značka od Rázcestie nad Žabím potokom na Rysy
 – červená značka od Schroniska nad Morskim Okiem na Rysy